# Hôtel de ville de Léau
L'hôtel de ville de Léau (Stadhuis van Zoutleeuw en néerlandais) est un édifice de style gothique situé sur le territoire de la commune belge de Léau (Zoutleeuw), en Brabant flamand.

## Histoire

### Construction
Un premier hôtel de ville gothique fut édifié en cet endroit en 1359.
En 1526, les autorités de la Ville décident de procéder à l'édification d'un nouvel hôtel de ville et envoient une délégation à Malines pour prendre contact avec Rombout II Keldermans.
L'édifice fut conçu par ce dernier et Laureys Keldermans.

### Classement et protection
L'édifice fait l'objet d'un classement au titre des monuments historiques depuis le 1er février 1937.

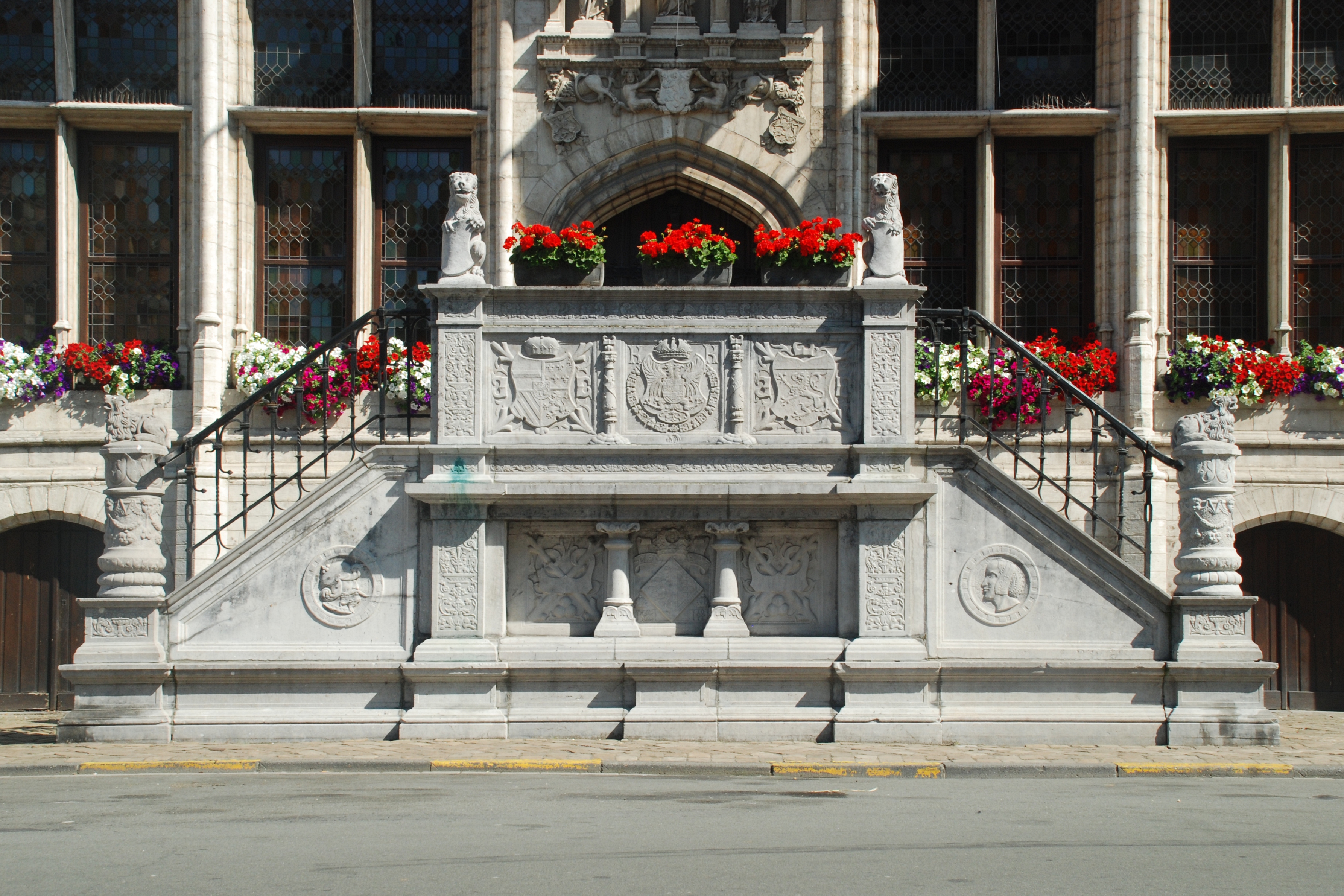
Le perron.